# Izland növényvilága

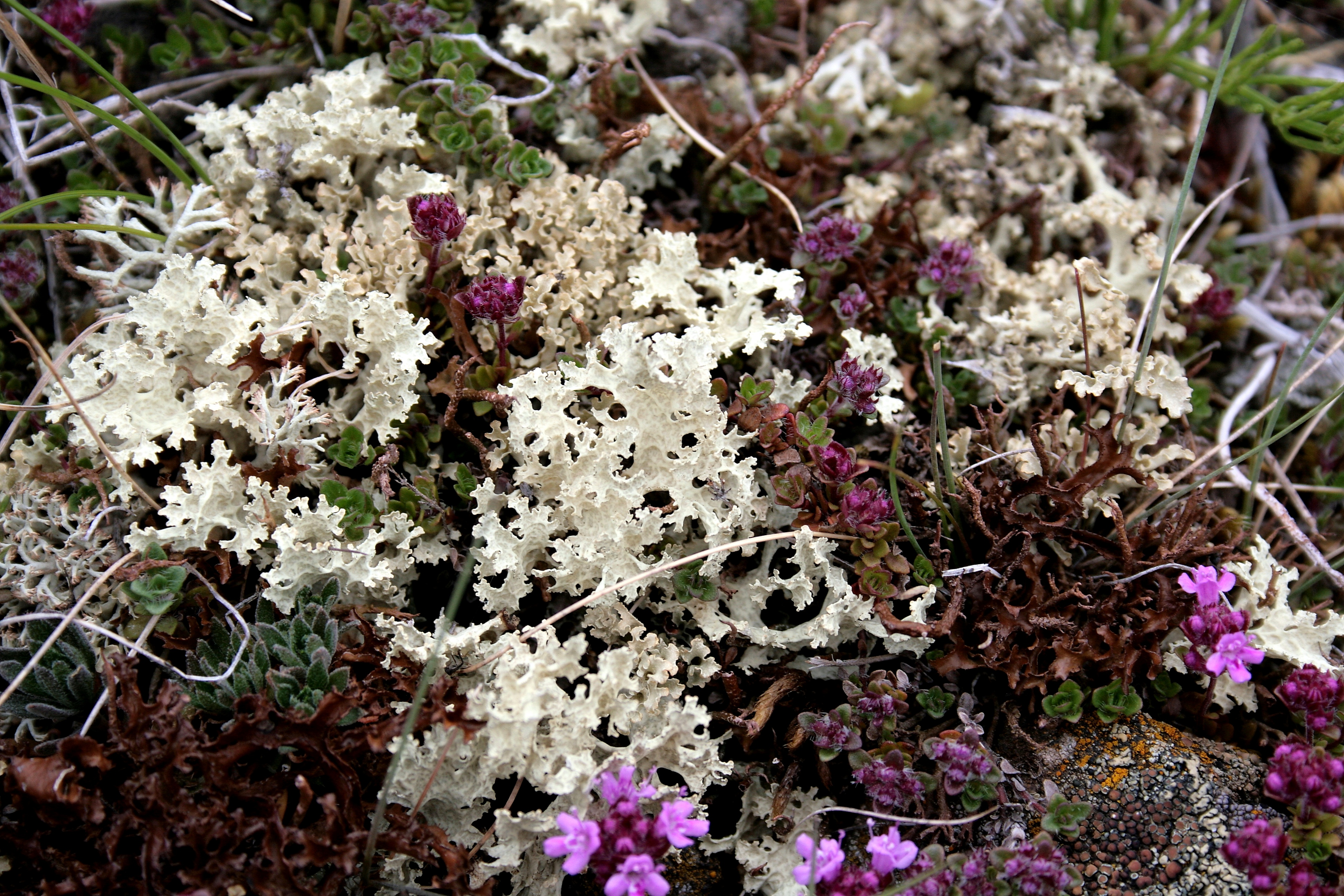
Izlandi zuzmó

A sziget Köppen-féle éghajlati-növényzeti típusai
Szürke: tundra
Zöld: Sarkvidéki óceáni

Az izlandi növényvilág alapvetően észak-európai jellegű. Az izlandi szövetes növények 97%-a megtalálható Norvégiában és 87%-uk a Brit-szigeteken is, de csak 60%-uk Grönlandon. A nyugati irányból érkezett hajtásos növények fajainak száma mindössze nyolc. A szövetes növények mintegy felét jégkorszaki túlélőnek tartják az izlandi botanikusok, azaz olyan fajoknak, amelyek a szigeten vészelték át a legutóbbi jégkorszakot, a Würm-glaciálist. A többiek ezután vándoroltak be a szelek és a tengeráramlatok révén. A kutatások szerint egyébként a kainozoikumi eljegesedés előtt a sziget növényzete lényegesen változatosabb volt, például fenyőfélék is nőttek rajta.

## Területi elhelyezkedése
Izland 103 000 km2-es területéből csupán 21 000 km² a viszonylag termékeny talaj, ez nevezhető - általában nagyon szegényes - termőföldnek, a többi gleccser vagy sivár kő- illetve homoksivatag. A növényzet magassági határa a szigeten 700 méteren van, a fahatár mindössze 300 méteren. A sziget viszonylag kis méretei miatt nincsenek jelentős különbségek a helyi flórában, bár van néhány faj, amelynek elterjedése egy szűkebb területre korlátozódik.
A sziget lefolyástalan területein sokfelé alakult ki tőzegmocsár. A középkorban ezek nagy részét lecsapolták termőföld nyerése céljából, a tőzeget pedig kitermelték fűtő-, sőt építőanyag kinyerése céljából. A belső felföldeken azonban sok ilyen, jellegzetes növényvilágú mocsár meg is maradt.
A téli hótakaró sokat segít a növényzetnek a megmaradásban, fejlődésben. A szélvédett lejtőkön a téli hó alatt megerősödhet a növényzet, míg a szélfútta oldalakon a kopár sziklafelület dominál.

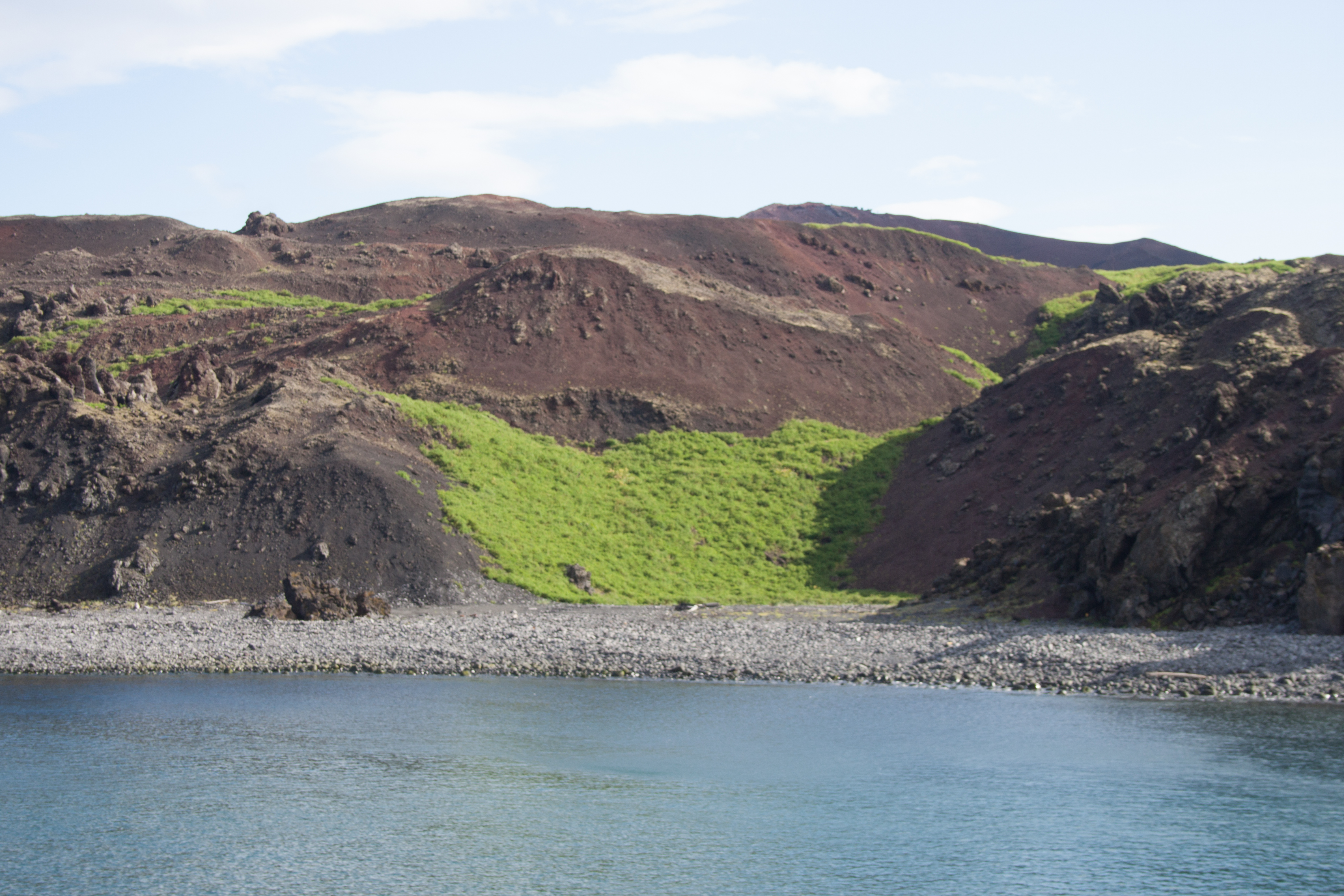
A vegetáció még 40 évvel a kitörés után is nehezen telepszik meg a vulkáni salakon

A vulkáni tevékenység nyomán a frissebb lávamezőkön kihűlésük után először a mohák telepszenek meg. Ezeket követik a törpenövésű bozótok, füvek, majd a molyhos nyír. A kőmezők repedéseiben páfrányok és virágos növények találnak menedéket. A meleg vizű források környékén délről ide került fajok is felbukkannak. A hőforrások vizében is élnek bizonyos baktériumok és algák.
Sajátos a tengerpartok növényzete is. Sokfelé nagyon gazdag a parti köveken élő algák világa. Ezeknek más-más fajai kedvelik a fjordok belsejét illetve a hullámverésnek jobban kitett külső részeket. Sok száras növény is kedveli a tengerpartok védettebb részeit.

## Története
A 9. századi felfedezők még viszonylag gazdag növényzetet találtak itt. A világ nagy részén, és különösen az észak-atlanti térségben ekkor volt a középkori meleg időszak, azaz a holocén addig legmelegebb időszaka. A kevés rendelkezésre álló adatból a tudósok arra következtetnek, hogy akkoriban az éghajlat ugyan az utóbbi néhány ezer év legmagasabb hőmérsékleteit mutatta, de nem érte el a 20. század végi globális felmelegedés értékeit. Az Atlanti-óceán vizének hőmérséklete viszont, ami Izland éghajlata szempontjából meghatározó jelentőségű, felette volt még a 21. század eleji értékeknek is egy Celsius-fokkal.
Ezen új adatok alapján már kevesebb kétség övezi a korai izlandi utazók lelkes beszámolóit, bár kétségtelen, hogy az akkori utazók is hajlamosak voltak túlzásokra beszámolóik során, különösen, ha érdekükben állónak tartották több telepes vonzását. Mindenesetre a korabeli leírások szerint a sík vidékeket egészen a hegyek lábáig erdők borították. Ezek valószínűleg alacsony növésű nyírfákból és magasra nőtt bozótból állhattak. Növényevő emlősök nem éltek a szigeten. A helységnevek megőrizték az emlékét annak, hogy a letelepedők még gabona termesztésével is foglalkoztak (Akureyri neve például erre utal), ami később, a kis jégkorszak idején az éghajlat lehűlése miatt gyakorlatilag teljesen lehetetlenné vált.

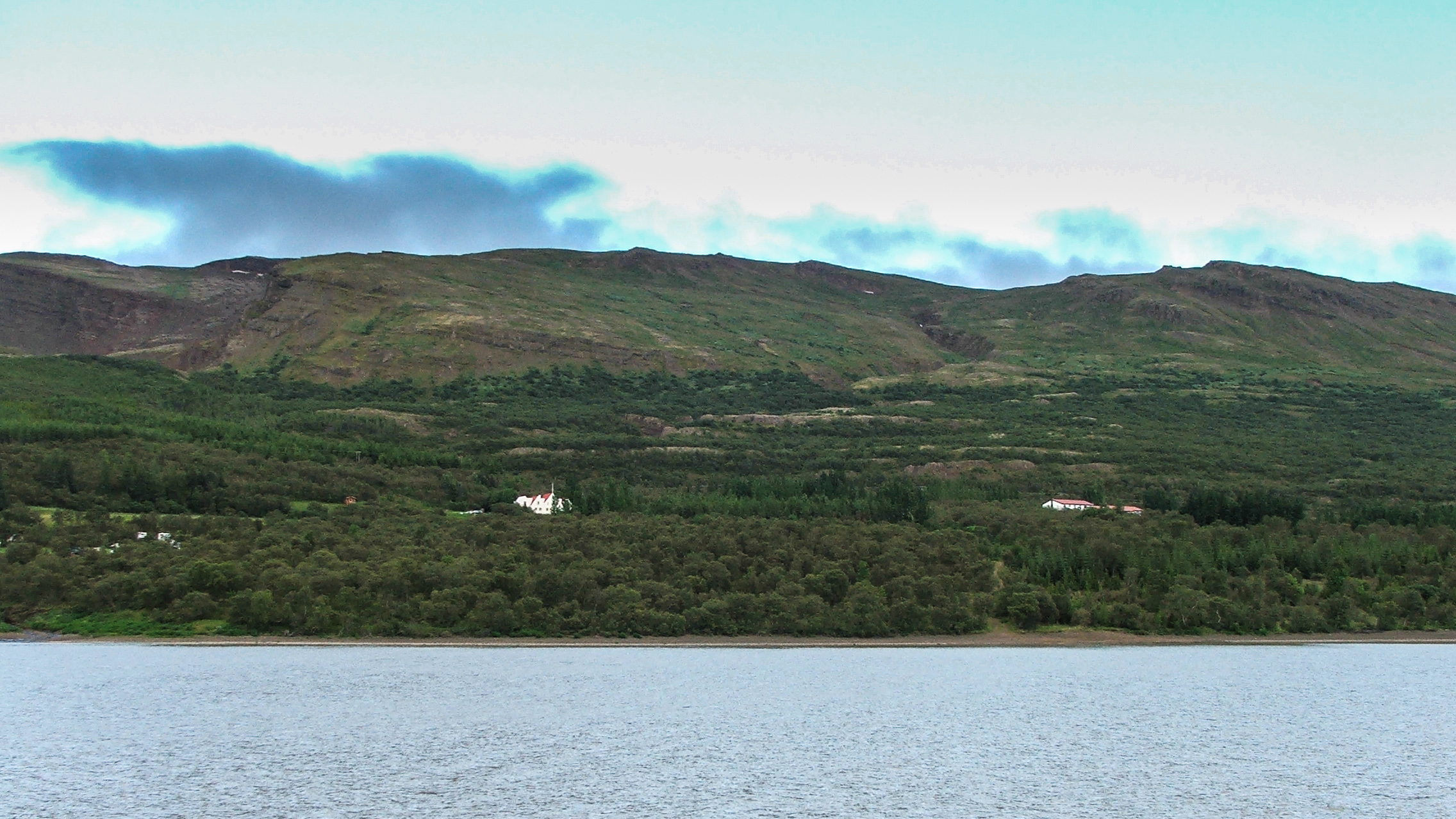
A Hallormsstaðaskógur. Ilyenek lehettek a betelepüléskor az izlandi erdők országszerte

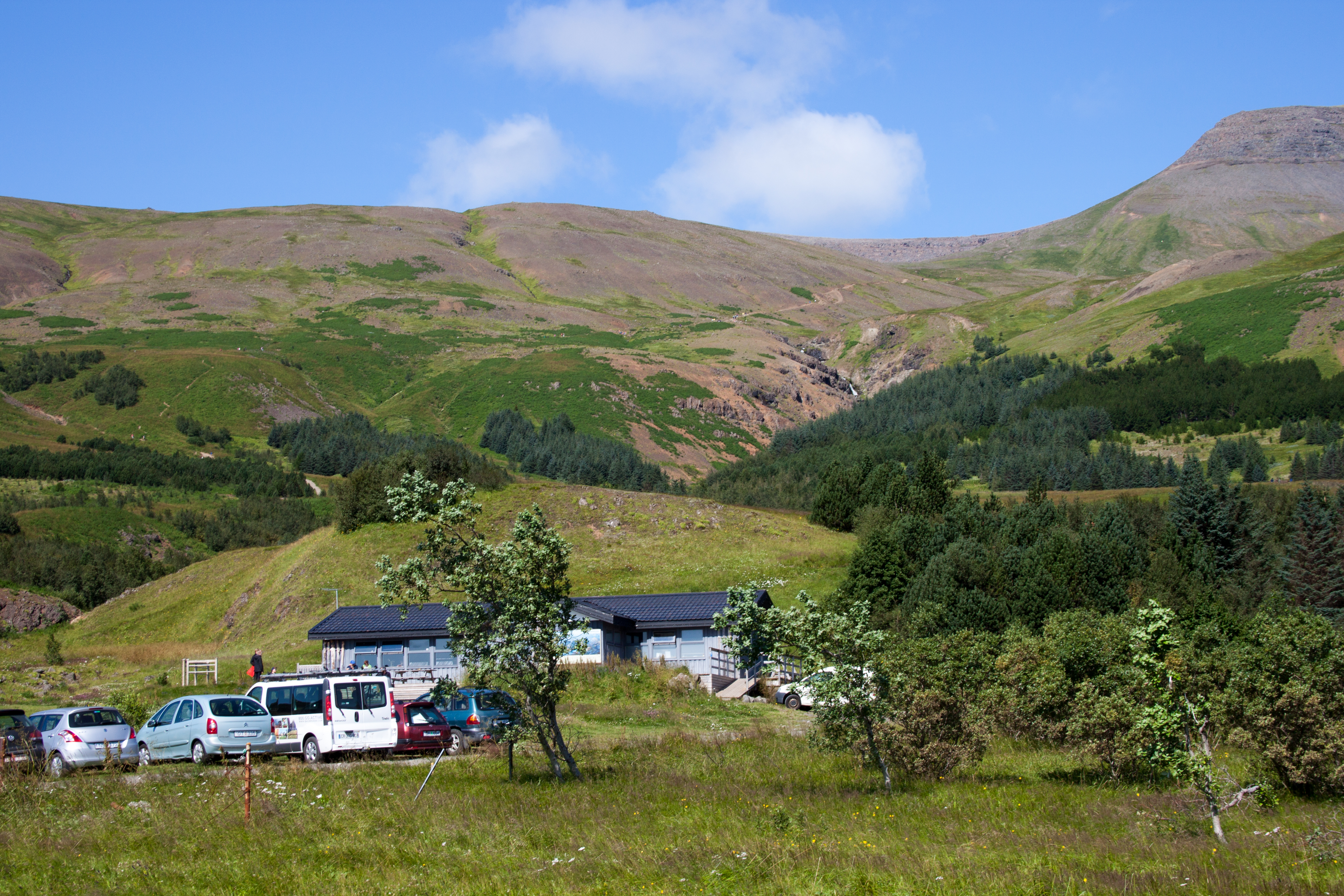
Az évtizedek óta tartó erdősítési munka eredményeképpen helyenként kiserdők jelennek meg

Az izlandi honfoglalás idején még meglévő erdők pusztulását azonban nagyrészt az emberi tevékenység okozta. Nagy szükség volt a fára a hajók és a házak építéséhez, faszénhez a gyepvasércből történő vasolvasztáshoz, és természetesen a téli fűtéshez. Az erdők visszaszorításával teremtettek helyet a legfontosabb mezőgazdasági termék, a széna termesztéséhez is. A nyáron szabadon legelő juhok pedig az erdők újratermelődését akadályozták meg. Ennek következtében a sziget néhány évszázad alatt szinte teljesen elfátlanodott, ami súlyos társadalmi következményekkel is járt; a komolyabb hajók építésének ellehetetlenülése például a világjáró vikingek izlandi utódait szinte beszorította új hazájukba és politikailag is kiszolgáltatta őket a norvégiai faimportnak. Az erdők hiánya növelte az eróziót, az állandó szélnek kitett, amúgy is vékony és gyenge termőtalaj pusztulását is.
Az erdők hamarosan szinte teljesen eltűntek, területi arányuk még a 20. század végén is mindössze 1% volt, és ezek is inkább csak embermagasságú fácskákból álló nyírfaligetek voltak távoli, eldugott völgyekben. A két megmaradt eredeti erdő egyike a keleti part közelében a Hallormsstaðaskógur, a kiserdők másik csoportja a Fnjóskadalur völgyben található, Akureyritől tíz kilométerre. Állományuk főleg molyhos nyír és fűz. A fák törzse vékony, lombozatuk keskeny.
A 20. század elejétől, majd a függetlenség kivívása után az izlandi társadalmat egyre jobban foglalkoztatta, mit tehetnének az ország kopárságának mérséklése, a hajdani erdősültség visszaállítása érdekében. Az izlandi honfoglalás millecentenáriuma, 1974 után már érzékelhető módon kezdődött meg az erdők telepítése. Amíg korábban csak az újabb települések belső részében, Reykjavík villanegyedében ültettek fákat, ettől kezdve már vidéken is megjelentek a kiserdők a farmok közelében, vagy azoktól is függetlenül, a szélvédettebb völgyekben, hegylábaknál. Ma már az ország nem teljesen fátlan, mint néhány évtizeddel ezelőtt, de negyven évnél idősebb fákat alig látni. A telepítések során számos olyan fajtával kísérleteznek, amelyek Alaszkában vagy Szibériában jól bírják a hideg klímát. Az erdőtelepítés időnként kampány-jelleget is ölt, a helyi ifjúság mellett a többi skandináv országból érkező fiatalok is részt vesznek a munkában.

## A növényzet fajai
Nem csak a fák, hanem általában a szövetes növények, azaz a hajtással rendelkező növények fajtaválasztéka is kicsi Izlandon. Ezekből mindössze 470 őshonos fajtát vettek számba a szigeten. Közülük 37 a pteridophyták, a spórákkal szaporodó növények közé tartozik. A nyitvatermők közül azonban csak egyetlen faj őshonos a szigeten.
A kétszikűek 287 fajjal képviseltetik magukat. A 145 egyszikű faj adja a szövetes növények 31%-át; ez az arány nagyon hasonlít a több északi országban kimutatott értékhez. A legfontosabb fajok a palkafélék és a fűfélék 46 fajjal. A kétszikűek legnagyobb családjai az őszirózsafélék 37 fajjal és a szegfűfélék 28 fajjal. A lávamezőkön számos, az állandó szél ellen védekezve a földhöz lapuló virágos növény él, így rózsafélék, fészkesvirágzatúak, kőtörőfűfélék, és sok más fűféle. Mocsaras vidékeken gyakori a kék virágú Lomatogonium rotatum. Tipikus lávaflóra található többek között a Mývatn és a Búðahraun körzetében. A meleg források által fűtött területeken sok a páfrány is. Tömegével díszlik a gyapjúsás.
A fejlődés alacsonyabb fokán lévő növényekből azonban jóval több van az országban. A mohák kedvelik ezt a nedves, hűvös éghajlatot, 550 fajukat tartják nyilván, de a leggyakoribb fajták a Racomitrium languinosum és a Racomitrium canescens. A mohapárnák formavilága és színe is rendkívül változatos.
Különleges növényfaj a Bryoxiphium norvegicum, ami – nevétől eltérően – csak Észak-Amerikában, Grönlandon, a Távol-Keleten és az Atlanti-óceán egyes szigetein, fordul elő. Izlandon a Kleifarvatn-tó környékén találtak rá először.
A zuzmók különösen nagy tömegben és változatosságban élnek az országban, közülük is több mint 500 fajt határoztak meg. Különleges fajuk a Neuropogun sulphureus, amely Izlandon kívül csupán az Andokban, a Falkland-szigeteken és az Antarktiszon él. Magyarországon is ismert és divatos gyógynövény az izlandi zuzmó. A középkorban Izlandon élelemnek is használták szükség esetén.
A gombáknak 1100-1200 faja ismeretes, ezek is skandináviai karakterűek.